# Poza de la Vega
Poza de la Vega – gmina w Hiszpanii, w prowincji Palencia, w Kastylii i León, o powierzchni 24,29 km². W 2011 roku gmina liczyła 236 mieszkańców.